# Mercado Central (Valencia)
De Mercado Central (Valenciaans: Mercat Central, Nederlands: Centrale Markthal) is een overdekte markt in het oude centrum van Valencia die is opgetrokken in art-nouveaustijl. De architect Francesco Guàrdia i Vial ontwierp het gebouw in 1914 samen met Alejandro Saler March. Hun ontwerp werd gekozen uit 6 voorgestelde projecten door het stadhuis van Valencia. Het gebouw werd officieel geopend op 23 januari 1928.

## Architectuur
De Mercado Central is een van de meest bezochte gebouwen in Valencia. Het is de oudste overdekte markt van Europa die nog in werking is. Het gebouw is representatief voor de handel en technologie begin 20ste eeuw in Valencia. De koepel is gemaakt van ijzer, kristal en keramiek en is zo'n 30 meter hoog. De twee zijvleugels zijn gemaakt van ongepleisterde baksteen, bewerkt met steen en keramiek.

## Marktkramen
De Mercado Central geeft ruimte voor meer dan 300 kleine handelaars. In het hoofdgedeelte van de markt liggen voornamelijk groente, fruit en vlees. Daarnaast zijn er ook specialiteiten te koop zoals slakken, schelpdieren en vele soorten kruiden, waaronder saffraan. De markt is een belangrijk economisch centrum voor Valencia, omwille van de tewerkstelling en de vele buitenlandse toeristen.

## Openingstijden
De markt is geopend van maandag t/m zaterdag van 8.00 tot 14.30 uur. Dan begint de siësta en daarna gaat de markt niet meer open. Sinds 1996 doet de Mercado Central ook leveringen aan huis.

## Afbeeldingen

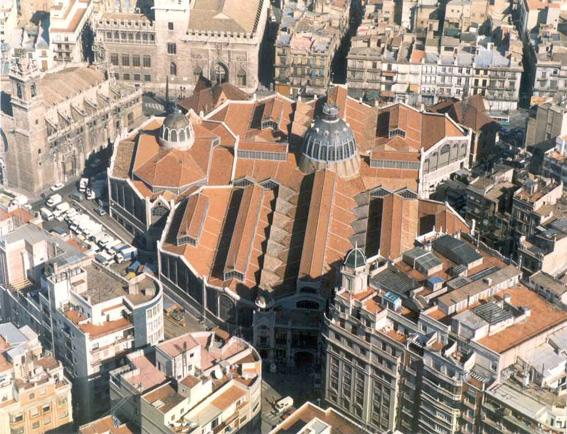
Luchtfoto
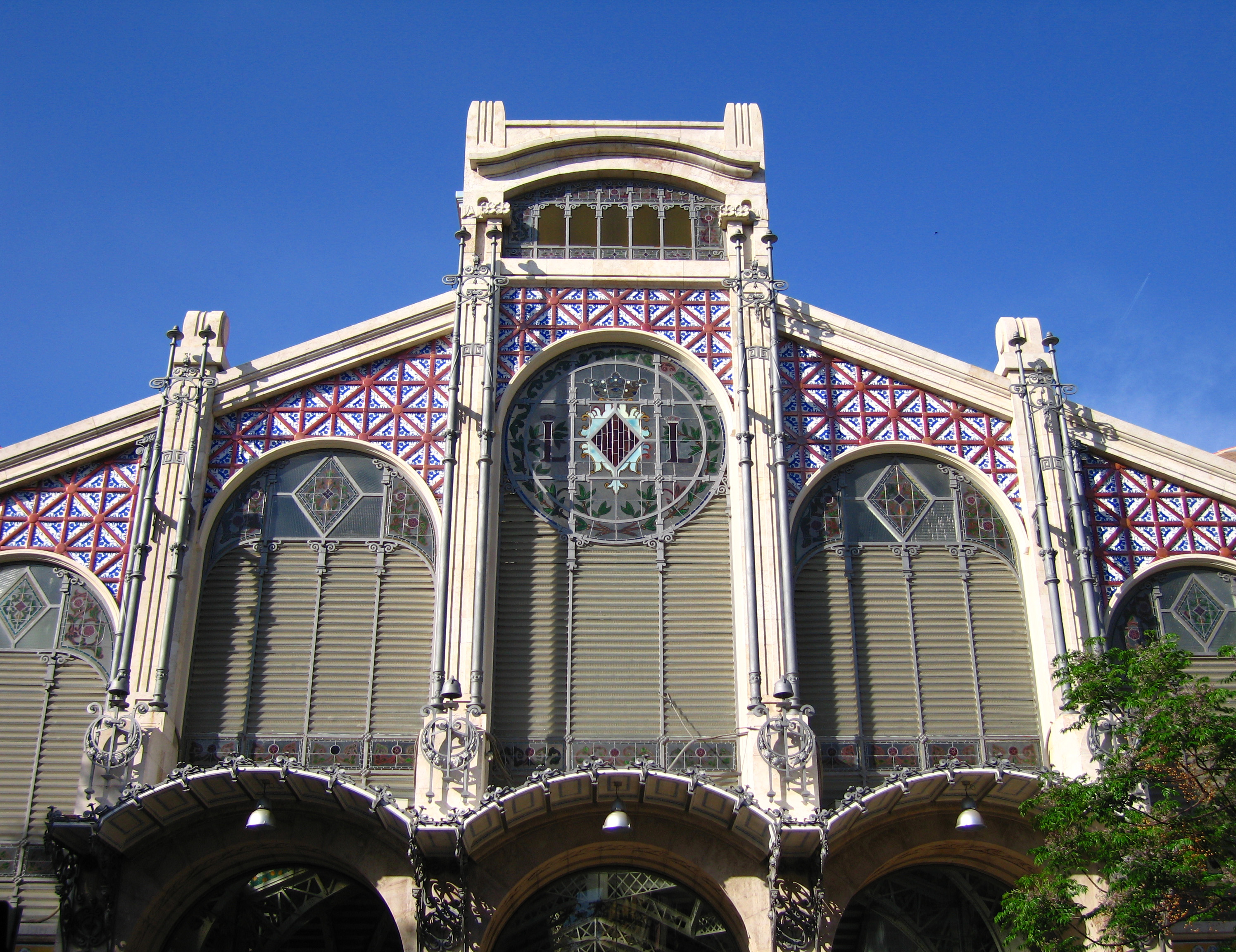
Voorzijde
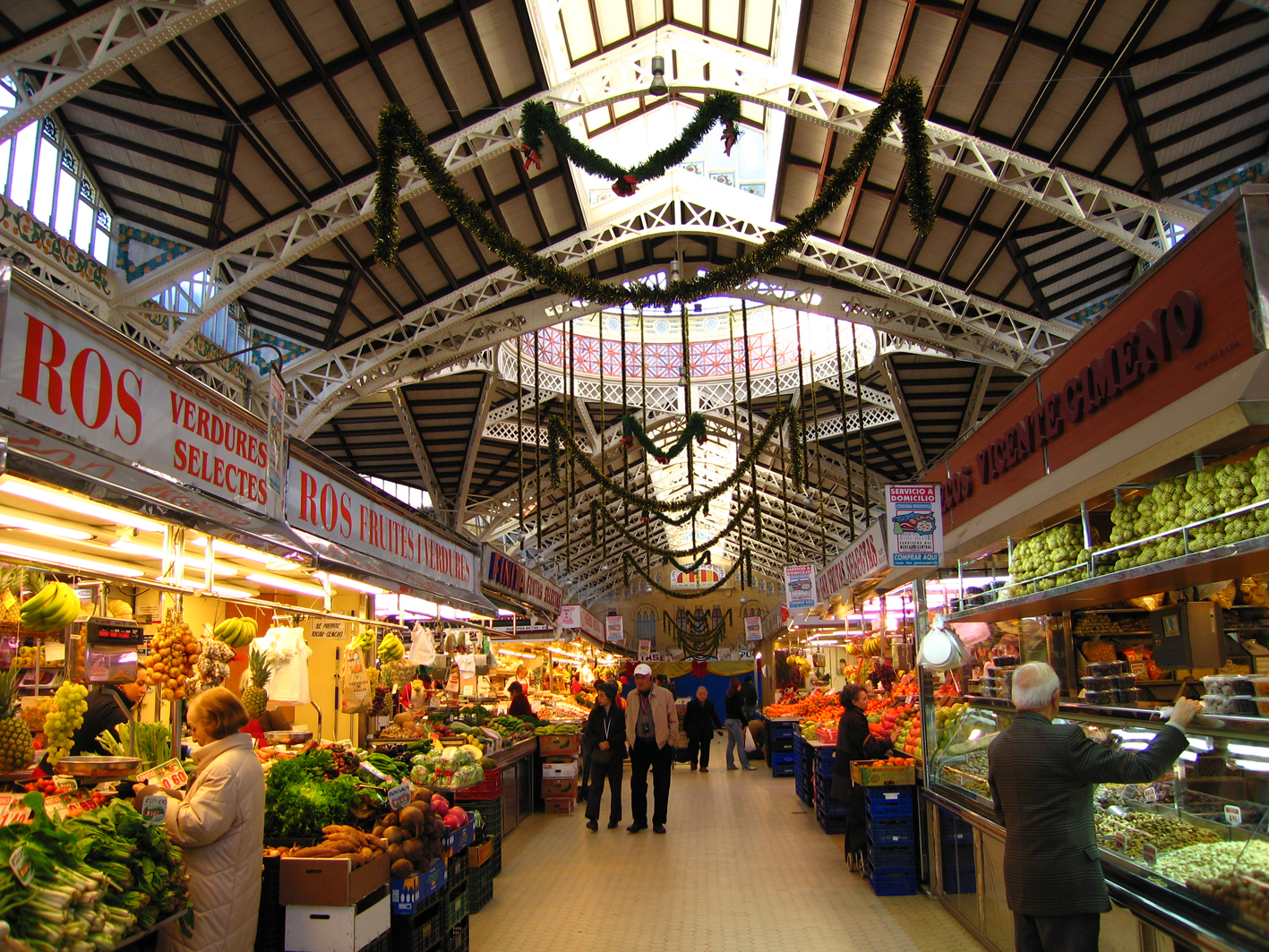
Marktkramen
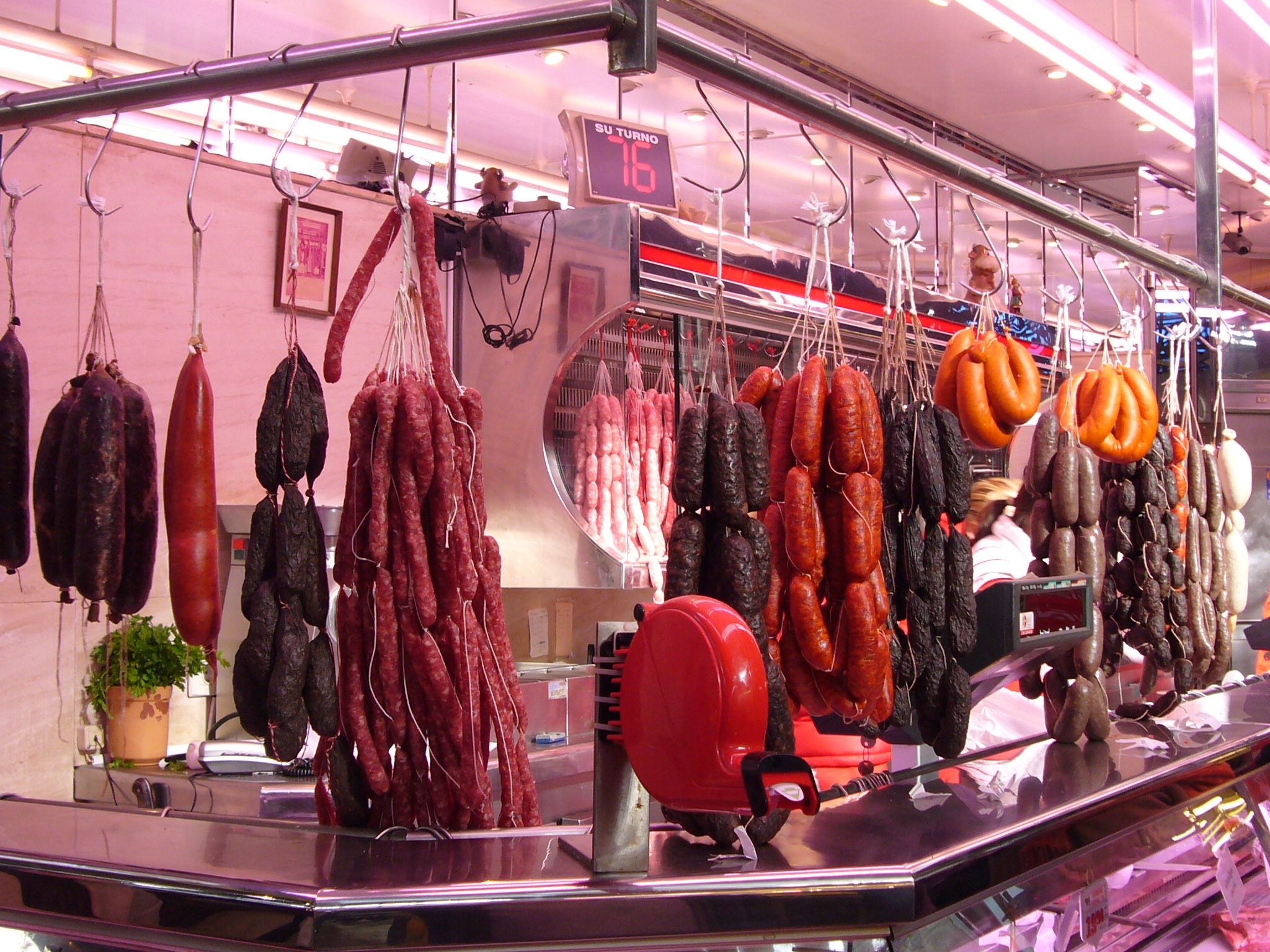
Streekproducten